# خيلةالقبلية (دوعن)
'

تعديل مصدري - تعديل

خيلةالقبلية هي إحدى قرى عزلة صيف بمديرية دوعن التابعة لمحافظة حضرموت، بلغ تعداد سكانها 32 نسمة حسب تعداد اليمن لعام 2004.